# صحن سامراء
صحن سامراء (بالإنجليزية: Samarra Plate)‏ قطعة أثرية تعود إلى فترة العبيد بالتحديد فترة حسونة / سامراء 4000 قبل الميلاد. رسم عليها مجموعة من السمك تسبح حول صليب معقوف. حيث تلتقط الطيور الأسماك من الداخل وفي نفس الوقت تحاول السحالي صيد الأسماك من الخارج. أكتشف عالم الآثار البريطاني إرنست هرتسفيلد الأثر عندما كان ينقب في سامراء في حملة 1911-1914، ووصفه في مطبوعة عام 1930. القطعة الآن من ضمن مجموعة متحف بيرغامون، في برلين.

## الوصف
يتكون التصميم من حافة ودائرة مكونة من ثمانية أسماك بالقرب من الحافة وأربعة أسماك تسبح باتجاه المركز يتم اصطيادها بواسطة أربعة طيور وفي نفس الوقت تحاول السحالي صيد الأسماك من الخارج. كما هو معتاد في الثقافات من منطقة بلاد ما بين النهرين، يمكن رؤية استخدام النظام العددي ذي القاعدة الستة في الخطوط المحيطة بالوعاء، بحيث يكون هناك إجمالي 120 سطرًا، أو أربعة أرباع كل منها 30 سطرًا. في المركز رمز الصليب المعقوف. نادرًا ما يتم العثور على الصليب المعقوف في الفن المستخدم في بلاد ما بين النهرين. توجد عدة تفسيرات للصليب المعقوف الموجود في منتصف الصحن منها تم تفسير الرمز على أنه عجلات عربة إله الريح إنليل، كدليل رمزي للرياح. وتم تفسير الرسوم الموجودة حول الصليب المعقوف في الداخل أن الطيور تصطاد الأسماك بذكاء وفي الداخل في نفس الوقت تحاول السحالي صيد الأسماك من الخارج للأشارة إلى مبدأ دورة الحياة.

### علاقته بدرب التبانة

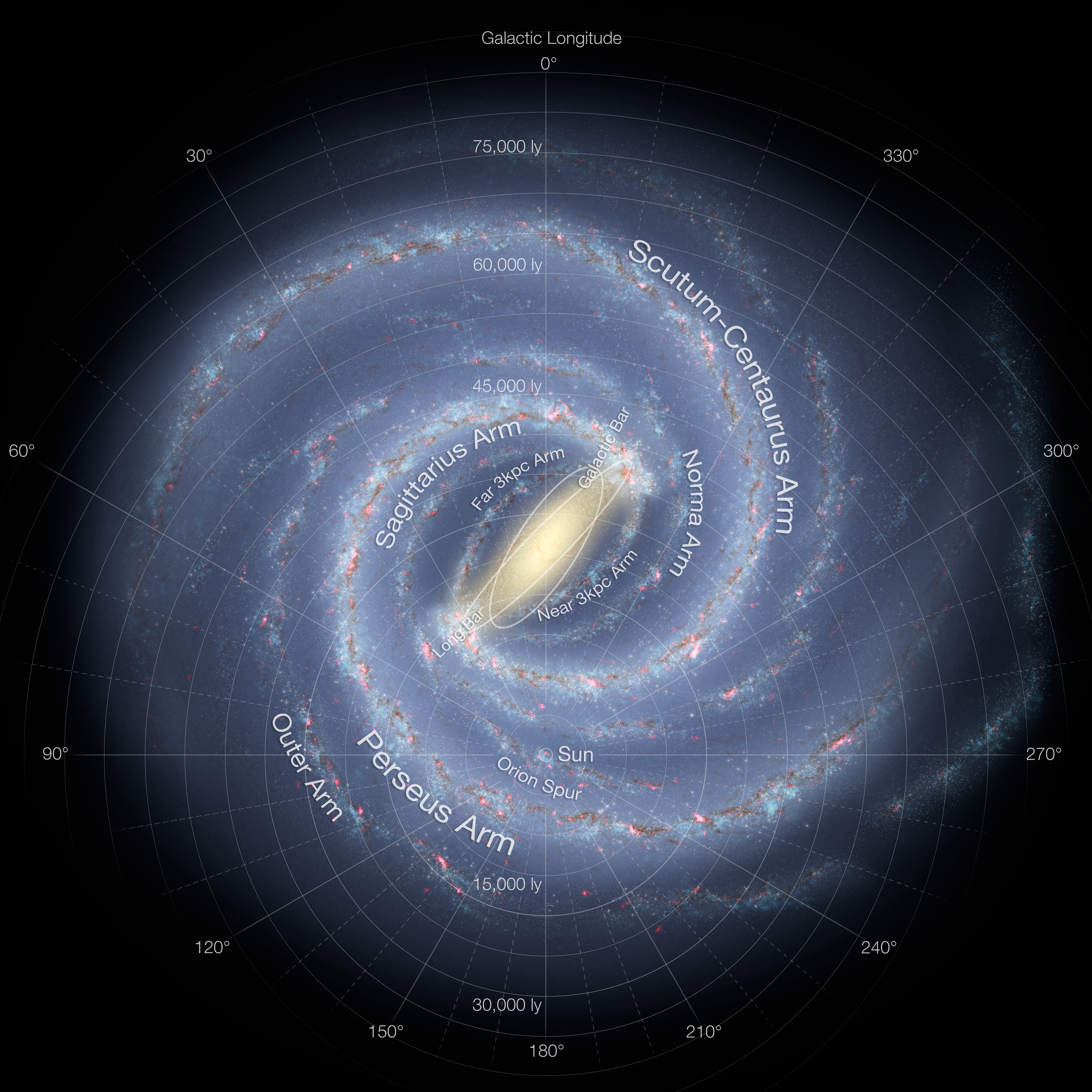
تمثيل لمجرة درب التبانة ويرى موقع الشمس ، حيث اتخذت هنا كمركز للتقسيم الزاوي مثل الصليب المعقوف في صحن سامراء.

إن حركة الرسوم وأتجاهاتها في صحن سامراء تشبه إلى حد بعيد الحركات الظاهرة لمجرتنا، درب التبانة. كون الصليب المعقوف المرتبط بمفهوم الموجة المربعة. يبدو كمركز المجرة «الشمس» الذي تدور حوله الأفلاك من السهل أن نرى كيف تم اشتقاق هذه الصورة القديمة عبر الثقافات. لوحظ تمثيل هذا الدوران الذاتي عبر التاريخ في العديد من الثقافات بما في ذلك الصين والتبت ونيبال والمكسيك والأمريكيين الأصليين وجنوب المحيط الهادئ والهند. كذلك لا ينبغي الخلط بين هذه الصورة والصليب المعقوف المائل الذي استخدمه النازيون. لذلك قد يكون صحن سامراء صاحب الـ 4000 قبل الميلاد هو نموذج لمجرة درب التبانة ونظامنا الشمسي.
يتم تقييم ومقارنة التطورات الحديثة في موضع وشكل كل ذراع حلزوني في مجرة درب التبانة (زاوية الميل، والشكل، والعدد، والفصل بين الذراع عند الشمس)، كما ينتج عن التحليل الإحصائي خريطة مجرة مثالية محدثة. تم نشر النتائج المجدولة السابقة في خمس مجموعات من 15 إلى 20 لكل مجموعة، تغطي من 1980 إلى 2007. تقدم هذه الورقة أحدث كتلتين، كل منهما بين 15 و 20 إدخالاً من أبحاث الذراع الحلزونية المنشورة منذ عام 2008. مناقشة حول عرض ذراع القوس (كبير أو ثانوي أو مساوٍ)، تفسير للمدار. يتم تقديم خطوط انسيابية للغاز والحقول المغناطيسية لأذرعين رئيسيين ولأربعة أذرع رئيسية في مجرة درب التبانة. كذلك نمط حلزوني غير دائري بأربعة أذرع لمجرة درب التبانة؛ من المحتمل أن يكون ذراع القوس ذراعًا متساوية؛ الفصل بين الأذرع في موقع الشمس.